# Solca
Solca – wieś w Polsce położona w województwie śląskim, w powiecie zawierciańskim, w gminie Pilica.
W latach 1975–1998 miejscowość administracyjnie należała do województwa katowickiego.